# Carl Hiaasen
Carl Hiaasen (Fort Lauderdale, Florida, 12 de marzo de 1953) es un periodista y escritor estadounidense.

## Biografía
Nacido y crecido en Florida de una familia de origen noruego, se licenció en periodismo por la Universidad de la Florida. Desde los 23 años trabaja en el diario Miami Herald, donde se dedica al periodismo de investigación. Se ha interesado especialmente en temas de desarrollo inmobiliario y daños medioambientales. A partir de 1985 el diario le concede una rubrica a cadencia semanal, que sale a día de hoy.
En los primeros años 1980 Hiaasen comienza a interesarse por la narrativa. Tras escribir tres thriller con su amigo William D. Montalbano, en 1986 publica Alta temporada, novela inspirada en su actividad periodística y donde aparece la denuncia de la corrupción en la vida política de Florida.
En 1992 publicó la novela Key Ancho (Nativas Tongue), premio Dilys.
En 1996 presenta su novela Strip tease, que sirvió para el guion de la película Striptease, dirigida por Andrés Bergman e interpretada por Demi Moore.
En 2002 pública Hoot, con el cual se cimenta por primera vez exitosamente también en la literatura para chicos. En 2006  ha sido extraído la homónima película producido de New Line Cinema y Walden Media.

## Obras

### Novelas
- Powder Burn (1981) con William D. Montalbano
- Trap Line (1982) con William D. Montalbano
- Funerali a Pechino (A Death in China) (1984) con William D. Montalbano. Segretissimo n. 1068
- Alta stagione (Tourist Season) (1986) Baldini & Castoldi, 1997 ISBN 88-8089-253-3 (edito anche con il titolo Miami killer, Il mandarino, 1988 ISBN 88-224-3001-8)
- L'esca mortale (Double Whammy) (1987) Arnoldo Mondadori Editore, 1998 ISBN 88-04-44309-X
- Biscayne Bay (Skin Tight) (1989) Arnoldo Mondadori Editore, 1991 ISBN 88-04-34838-0
- Key Largo (Native Tongue) (1991) Arnoldo Mondadori Editore, 1992 ISBN 88-04-36212-X
- Strip tease (Strip Tease) (1993) Interno giallo, 1994 ISBN 88-04-38524-3
- Aria di tempesta (Stormy Weather) (1995) Baldini & Castoldi, 1998 ISBN 88-8089-447-1
- Che fortuna! (Lucky You) (1997) Baldini & Castoldi, 1999 ISBN 88-8089-642-3
- Naked Came the Manatee (1998) (in collaborazione con 12 altri autori)
- Cane sciolto (Sick Puppy) (2000) Rizzoli, 2003 ISBN 8817871540
- Crocodile rock (Basket Case) (2002) Meridiano zero, 2008 ISBN 9788882371753
- Una donna di troppo (Skinny Dip) (2004), Meridiano zero, 2010
- Nature Girl (2006)
- Star Island (2010)
- No surrender (2017)

### Novelas juveniles
- Hoot (2002) Arnoldo Mondadori Editore, 2003 ISBN 88-04-52299-2.
- Tutto scorre... (Flush) (2005) Arnoldo Mondadori Editor, 2006 ISBN 88-04-55480-0.
- Scat (2008)
- Skink No Surrender (2017)

### Ensayo
- Team Rodent: How Disney Devours the World (1998)
- Kick Ass (1999), raccolta dei migliori articoli di Hiaasen apparsi sul Miami Herald
- Paradise Screwed: Selected Columns (2001), seconda raccolta di articoli
- The Downhill Lie (2008), saggio umoristico sul golf

## Otros proyectas
- Wikiquote contiene citazioni di o su Carl Hiaasen
- Wikimedia Commons contiene immagini o altri file su Carl Hiaasen